# Controversy Sells
Controversy Sells è il secondo album in studio collaborativo tra i rapper Paul Wall e Chamillionaire, pubblicato nel 2005.

## Tracce
1. Intro (feat. Big Cat) – 1:58
2. Clap – 3:33
3. Still N Luv Wit My Money (feat. 50/50 Twin) – 6:45
4. Here I Am – 2:13
5. I Got Game – 4:05
6. True (feat. Lil' Flip) – 4:05
7. Respect My Grind – 2:51
8. Lawyer Fees (feat. Big Cat) – 0:17
9. Can't Give U Da World (feat. 50/50 Twin & Lew Hawk) – 5:07
10. What Would U Do (feat. Monetana) – 3:35
11. Back Up Plan (feat. Devin the Dude) – 6:17
12. She Gangsta – 4:40
13. House of Pain (feat. Yung Ro) – 3:28
14. True (Remix) (feat. 50/50 Twin & Lew Hawk) – 4:07
15. Outro (feat. Big Cat) – 2:25